# Лира (музыкальный инструмент)
Ли́ра (др.-греч. λύρα, лат. lyra) — старинный струнный щипковый инструмент (хордофон).

## Лира в античности

### Общая характеристика

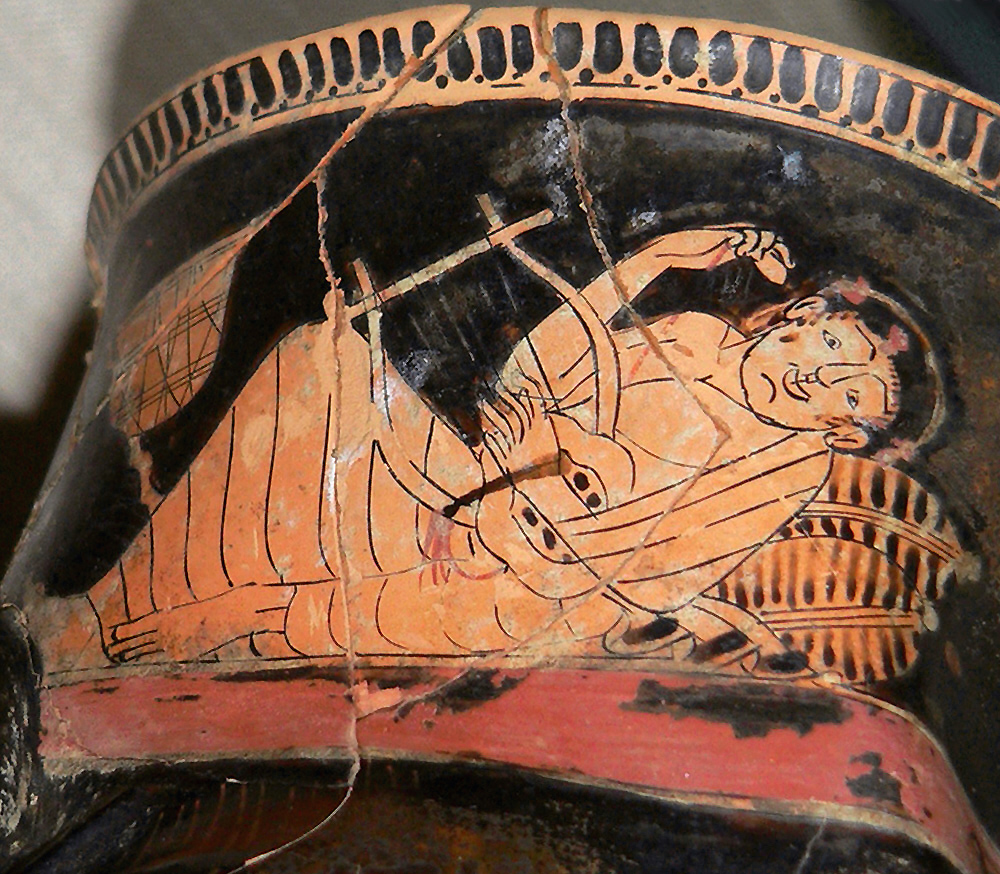
Лира-хелис, изображённая на ритоне, около 475 г. до н. э.

В Древней Греции и Древнем Риме словом лира в широком смысле обозначался любой инструмент семейства лир: (1) хе́лис (др.-греч. χέλυς, лат. chelys, chelis, testudo букв. черепаха), (2) ба́рбит (др.-греч. βάρβιτον, βάρβιτος, лат. barbitos, barbitus), (3) фо́рминга (др.-греч. φόρμιγξ), (4) кифара (др.-греч. κιθάρα, лат. cithara). В узком смысле лирой назывался хелис — простейшая и самая лёгкая по весу из лир, с корпусом из панциря черепахи, обтянутого воловьей кожей. Русские филологи-переводчики обычно игнорируют тонкие различия лирообразных и во всех случаях дают «лира».
Согласно древнегреческой мифологии, молодой бог Гермес угоняет у Аполлона стадо священных коров. С целью ввести Аполлона в заблуждение хитрец прячет стадо в пещере таким образом, чтобы коровьи следы вели не внутрь, а наружу. В процессе похищения Гермес из черепашьего панциря изобретает лиру, а жертвуя богам корову, из её кишок создаёт струны. Так лира появляется на свет. Аполлон, выяснив, что стадо похитил Гермес, пребывает в ярости, и даже обращается за правосудием к самому Зевсу, который повелевает вернуть коров владельцу. Но, улучив момент Гермес играет на лире чудесные мелодии и очарованный Аполлон меняет стадо на лиру. Следовательно, создание лиры приписывается Гермесу. Другие источники приписывают это самому Аполлону.

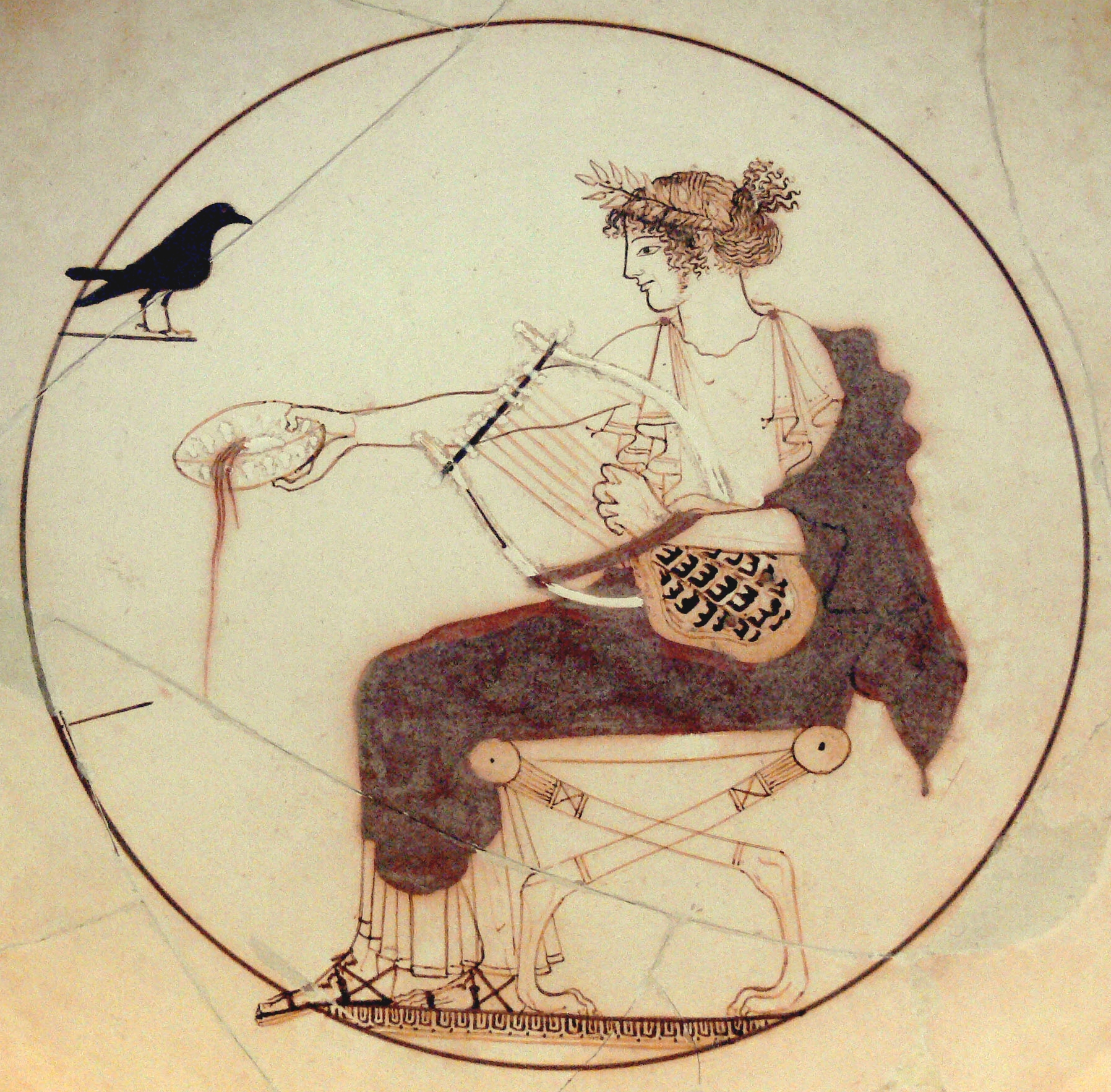
Аполлон с лирой, ок. 460 до н. э. Археологический музей в Дельфах

Корпус (резонатор) округлой или четырёхугольной формы (у греков и римлян — только округлой) соединён с перекладиной (поперечной штангой) двумя ручками. Струны (изготавливавшиеся из овечьих кишок) одинаковой длины натянуты между корпусом и перекладиной.
Техника игры на всех античных лирах одинакова: музыкант держал инструмент под углом примерно 45 градусов к корпусу, играя стоя (особенно на кифаре) или сидя. Звук извлекался костяным плектром. Пальцами свободной руки ненужные струны приглушали. Гендерного различия среди исполнителей на лире не существовало, за исключением кифары, которая была мужским инструментом. Обучение игре на лире было частью базового образования свободного гражданина в Древней Греции и Древнем Риме. Существовали два способа настройки: один состоял в том, чтобы прикрепить струны к колышкам, которые можно повернуть, а другой — изменить расположение струны на перекладине; вероятно, что оба средства использовались одновременно[уточнить].
Инструменты, известные как лиры, возможно, изготавливались и использовались в Европе за пределами греко-римского мира, по крайней мере, с железного века. Остатки того, что считается струнодержателем 2300-летней лиры, были обнаружены на шотландском острове Скай в 2010 году
Струны лиры дали названия ступеням звукоряда, лежавшего в основе греческой музыки, так называемой Полной системы. Классической считалась 7-струнная лира; в своём семиструнии она виделась грекам и римлянам как отражение мировой гармонии (по знаменитому высказыванию Вергилия — septem discrimina vocum, «семь [высотных] различий звуков»). Иконографические, музыкально-теоретические и литературные источники свидетельствуют о том, что число струн лиры могло быть увеличено вплоть до 18, но чаще всего экспериментальные инструменты описываются как 11- или 12-струнные (например, в ссылках на «скандальные» новшества Тимофея Милетского). «Многоструние» (др.-греч. πολυχορδία) приводило к возмущающему душу «многозвучию» (др.-греч. πολυφωνία — это слово не следует понимать в смысле многоголосия, и уж подавно полифонии) и потому оценивалось (например, в Спартанском декрете V в. до н. э., опубликованном в книге «Основы музыки» Боэция) как вредное излишество. Несмотря на то, что многие трактаты описывают греческий звукоряд как струны лиры, точные и однозначные сведения о её настройке не сохранились.

### Этос и функционирование лиры
Этос лиры (понимаемой обобщённо, как любой инструмент античного семейства лир) сложился уже в классическую эпоху. Пиндар описывает лиру как инструмент Аполлона и муз, способный умиротворять, умягчать, ублажать самых грозных богов с их грозными природными атрибутами (Пифийская ода I, 1—12).
В сопровождении лиры звучали стихи, распеваемые сольно и хором (точнее, вокальным ансамблем); отсюда целый род античной поэзии получил название «лирической», или лирики.
Функциональные описания разновидностей лиры в античной литературе с трудом поддаются унификации. Хелис (по-видимому, вследствие небольшого веса и простоты конструкции) считался учебным и домашним инструментом; например, его можно наблюдать на фреске симпосия в знаменитой Гробнице ныряльщика из Пестума (475 г. до н. э.). Более крупный ба́рбит (особенно в позднеантичных текстах) описывался как излюбленный инструмент лесбийских поэтов-музыкантов — Терпандра, Сапфо и Алкея. Кифара обычно подаётся как инструмент профессионалов, участников публичных состязаний (говоря современным языком, международных конкурсов «струнников»). Форминга, судя по литературным описаниям (Гомер, Пиндар, Вакхилид, Гомеровские гимны) и изображениям в архаике и классике, была инструментом, функционально идентичным кифаре; в позднейшие времена изображения и упоминания форминги в греческой литературе почти полностью исчезают (по этой причине и в латинских музыкальных трактатах Средних веков соответствующий термин для форминги отсутствует), по-видимому, вследствие развития и широкого распространения кифары.

## Другие значения термина

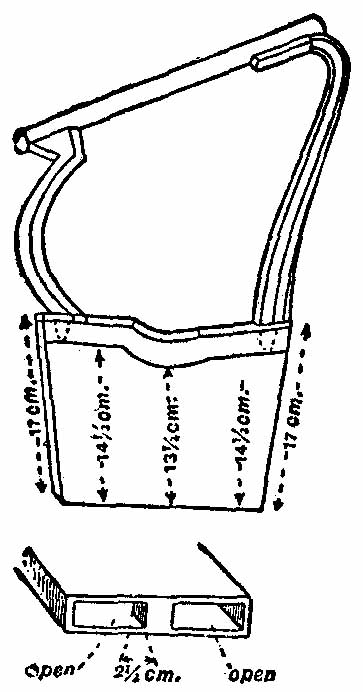
Лира из Древнего Египта, найденная в Фивах

Древнейшие струнные щипковые инструменты (2600—2400 до н. э., фрагменты) были найдены в Месопотамии, в шумерском Уре, в Древнем Египте. Археологи называют шумерские хордофоны либо «урскими арфами», либо «урскими лирами». В Древней Армении лира называлась арм. քնար (кнар).
Ряд музыкальных инструментов, содержащих в своём названии слово «лира», не имеет отношения к лирообразным. Среди них распространённый на Украине и в Белоруссии инструмент колёсная лира, разновидности так называемых «смычковых» лир — понтийская лира, критская лира, византийская лира, лира да браччо, лира да гамба — все они предшественники современных струнных инструментов (скрипка, виолончель); сюда же относится оркестровая лира — ударный инструмент (разновидность колокольчиков), который используется в основном в маршевых духовых оркестрах.

## Рецепция

Лира Пушкина. Харьков

В современном мире лира служит символом и атрибутом поэтов, эмблемой военных оркестров.